# Maden (Elazığ)
Maden (osmanisch Erganimadeni) ist eine Stadt und Hauptort des gleichnamigen Landkreises in der türkischen Provinz Elâzığ.  Die Stadt erhielt ihren Namen durch die reichen Metallvorkommen in der Gegend (Maden = Metall-, Minerallager). Das Kupferbergwerk Maden und der damit zusammenhängende Verwaltungssitz Ergani wurden bereits  im 18. Jahrhundert erwähnt, letzterer bereits 1518 als Sandschakzentrum.

## Geografie
Der Landkreis Maden liegt im Süden der Provinz und grenzt im Norden an den zentralen Landkreis (Merkez), im Westen an den Kreis Sivrice, im Osten an den Kreis Alacakaya sowie im Süden an die Provinz Diyarbakır. Die Stadt Maden liegt 77 Straßenkilometer südöstlich von Elâzığ.

## Bevölkerung
Der Hauptort beherbergt über ein Drittel der Landkreisbevölkerung (2020: 38,53 %). Neben der Kreisstadt gibt es 38 Dörfern (Köy) mit durchschnittlich 167 Bewohnern. Gezin ist mit 1132 Einwohnern sowohl das bevölkerungsreichste als auch das einzige Dorf mit mehr als 1000 Einwohnern.
Ende 2020 lag Maden mit 39.793 Einwohnern auf dem 7. Platz der bevölkerungsreichsten Landkreise in der Provinz Elâzığ. Die Bevölkerungsdichte liegt mit 13 Einwohnern je Quadratkilometer unter dem Provinzdurchschnitt (63 Einwohner je km²).

## Persönlichkeiten
- Fethiye Çetin (* 1950), Rechtsanwältin, Schriftstellerin und Menschenrechtsaktivistin